# Championnats du monde d'Ironman 70.3 2017
Navigation
Édition précédente Édition suivante
Les championnats du monde d'Ironman 70.3 2017 se déroulent les 9 et 10 septembre 2017 à Chattanooga dans le Tennessee. Ils sont organisés par la World Triathlon Corporation.

## Résumé de course
3 000 compétiteurs dont 112 professionnels se sont affrontés pour cette finale des championnats du monde d’Ironman 70.3. Chez les femmes, la grande favorite reste la Suissesse Daniela Ryf double championne qui continue en 2017 de surclasser ces concurrentes sur les circuits de la World Triathlon Corporation. Chez les hommes, le tenant du titre Timothy Reed voit sa couronne revendiquée par des champions en titre comme l'Allemand Sebastian Kienle ou encore l'Espagnol Francesco Javier Gómez qui a particulièrement préparé cette rencontre et qui espère un second couronnement. La partie natation se déroule dans la rivière Tennessee, elle est suivie d'une boucle de 90 kilomètres d'un parcours vélo au profil roulant, pour se terminer par deux boucles de 10,5 kilomètres en course à pied.

### Daniela Ryf comme prévu

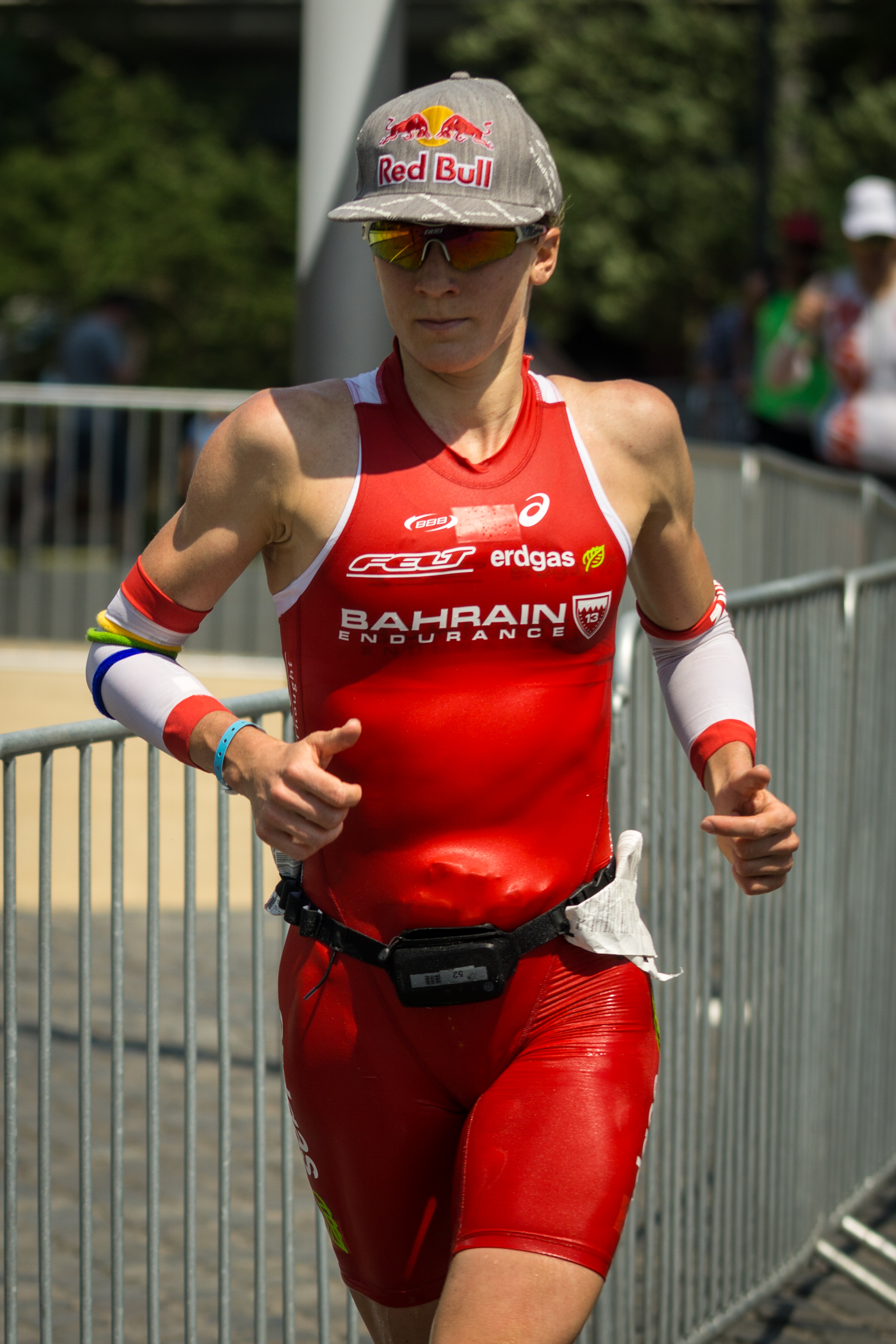
Daniela Ryf 2015 Ironman European Championship Frankfurt.

La Suissesse Daniela Ryf, conformément au pronostic qui la plaçait comme grande favorite, n'a pas manqué son rendez-vous avec sa troisième couronne mondiale sur Ironman 70.3. Elle se prépare ainsi de la meilleure façon possible pour la défense de son titre à Kailua-Kona pour le championnat du monde d'Ironman qui se tient au mois d'octobre 2017. Sortie de l'eau en 6e position avec une minute de retard sur la tête de course l'Américaine Lauren Brandon, Daniela Ryf reprend rapidement le contrôle de l'épreuve sur la partie vélo où elle assomme littéralement ses concurrentes. Ne cessant au cours de l'épreuve cycliste d'accroitre son avance, pour parvenir à la seconde transition avec plus de huit minutes quarante d'avance sur ses premières poursuivantes. L'Allemande Laura Philipp et la Britannique Emma Pallant se plaçant dans son sillage pour se disputer les seconde et troisième place. Pour la tenante du titre Holly Lawrence, l'épreuve se termine après avoir renoncé à la victoire lors de la partie vélo, ne parvenant au regard de sa forme à rivaliser au plus haut niveau. Malgré le rythme dont est capable, Emma Pallant sur la partie course à pied, celui-ci ne sera pas suffisant pour reprendre la Suissesse, qui au meilleur de sa forme du moment, ne cède que quelques secondes sur ses poursuivantes et remporte le titre mondial. Avec ces deux titres de championne du monde d'Ironman, elle totalise en septembre 2017, cinq titres mondiaux sur les circuits Ironman et Ironman 70.3,.

### Francesco Javier Gómez retour gagnant
L'Espagnol Francisco Javier Gómez de retour sur longue distance remporte son second titre à l'issue d'une épreuve très disputée qu'il gagne grâce à ses grandes qualités en course à pied. Multiple champion du monde ITU sur courte distance, médaillé d'argent aux Jeux olympiques, Javier Gómez est une première fois victorieux de ce championnat du monde en 2014.
Il sort de l'eau avec une légère avance de cinquante secondes et en compagnie d'un autre spécialiste de la courte distance, l'Américain Ben Kanute. Ensemble, le duo va prendre ses distances à la sortie de la première transition avec les premiers poursuivants, le Britannique Tim Don, l'Australien Sam Appleton et le tenant du titre 2016, l'Australien Timothy Reed. La partie vélo est entièrement menée par Ben Kanute qui creuse de bon écart avec l'Espagnol et le groupe de chasse. Au terme d'un cavalier seul, où il exprime son talent dans la spécialité, il pose son vélo à la seconde transition avec trois minutes cinquante d'avance sur un groupe de poursuivants dans lequel Javier Gómez s'est intégré. L'Espagnol, dont les qualités pédestres sont mondialement reconnues, va refaire son retard sur l'Américain, qui ne peut l’empêcher de prendre la tête de course au 13e kilomètres du semi-marathon. Malgré ses efforts, Javier Gómez ne cède plus une seconde et passe la ligne victorieusement pour la seconde fois. La troisième place est remportée par l'Anglais Tim Don,. Pour la troisième fois dans cette compétition masculine après 2007 et 2014, le podium est accaparé par des triathlètes issus des courtes distances, puisque les trois médaillés ont déjà participé aux Jeux olympiques.

## Résultats du championnat du monde

### Top 10 - Hommes
| Pos.               | Temps           | Nom               | Pays            | Détail temps | Détail temps | Détail temps    | Détail temps | Détail temps    |
| Pos.               | Temps           | Nom               | Pays            | Natation     | T1           | Cyclisme        | T2           | Course à pied   |
| ------------------ | --------------- | ----------------- | --------------- | ------------ | ------------ | --------------- | ------------ | --------------- |
| Médaille d'or      | 3 h 49 min 44 s | Javier Gomez      | Espagne         | 24 min 08 s  | 1 min 36 s   | 2 h 12 min 27 s | 1 min 04 s   | 1 h 10 min 29 s |
| Médaille d'argent  | 3 h 51 min 06 s | Ben Kanute        | États-Unis      | 24 min 03 s  | 1 min 42 s   | 2 h 08 min 10 s | 48 s         | 1 h 16 min 23 s |
| Médaille de bronze | 3 h 51 min 59 s | Tim Don           | Grande-Bretagne | 24 min 58 s  | 1 min 47 s   | 2 h 11 min 12 s | 58 s         | 1 h 13 min 04 s |
| 4                  | 3 h 53 min 32 s | Sam Appleton      | Australie       | 25 min 01 s  | 1 min 54 s   | 2 h 11 min 01 s | 1 min 00 s   | 1 h 14 min 36 s |
| 5                  | 3 h 54 min 44 s | Sebastian Kienle  | Allemagne       | 28 min 22 s  | 1 min 38 s   | 2 h 07 min 45 s | 57 s         | 1 h 16 min 02 s |
| 6                  | 3 h 55 min 17 s | Maurice Clavel    | Allemagne       | 25 min 07 s  | 1 min 45 s   | 2 h 11 min 03 s | 49 s         | 1 h 16 min 33 s |
| 7                  | 3 h 56 min 20 s | Tyler Butterfield | Bermudes        | 25 min 18 s  | 1 min 53 s   | 2 h 10 min 40 s | 1 min 03 s   | 1 h 17 min 26 s |
| 8                  | 3 h 56 min 33 s | Andreas Böcherer  | Allemagne       | 26 min 39 s  | 2 min 17 s   | 2 h 09 min 16 s | 1 min 07 s   | 1 h 17 min 14 s |
| 9                  | 3 h 56 min 53 s | Ivan Tutukin      | Russie          | 26 min 24 s  | 1 min 51 s   | 2 h 15 min 00 s | 50 s         | 1 h 12 min 48 s |
| 10                 | 3 h 57 min 36 s | Pieter Heemeryck  | Belgique        | 25 min 27 s  | 1 min 38 s   | 2 h 11 min 02 s | 1 min 03 s   | 1 h 18 min 26 s |
| Source:            |                 |                   |                 |              |              |                 |              |                 |

### Top 10 - Femmes
| Pos.               | Temps           | Nom                | Pays           | Détail temps | Détail temps | Détail temps    | Détail temps | Détail temps    |
| Pos.               | Temps           | Nom                | Pays           | Natation     | T1           | Cyclisme        | T2           | Course à pied   |
| ------------------ | --------------- | ------------------ | -------------- | ------------ | ------------ | --------------- | ------------ | --------------- |
| Médaille d'or      | 4 h 11 min 59 s | Daniela Ryf        | Suisse         | 26 min 26 s  | 2 min 02 s   | 2 h 20 min 20 s | 1 min 06 s   | 1 h 22 min 05 s |
| Médaille d'argent  | 4 h 18 min 36 s | Emma Pallant       | Royaume-Uni    | 27 min 53 s  | 1 min 49 s   | 2 h 28 min 00 s | 1 min 06 s   | 1 h 19 min 48 s |
| Médaille de bronze | 4 h 19 min 40 s | Laura Philipp      | Allemagne      | 29 min 47 s  | 1 min 58 s   | 2 h 25 min 45 s | 58 s         | 1 h 21 min 12 s |
| 4                  | 4 h 21 min 40 s | Sarah True         | États-Unis     | 25 min 38 s  | 2 min 05 s   | 2 h 30 min 16 s | 56 s         | 1 h 22 min 45 s |
| 5                  | 4 h 22 min 12 s | Helle Frederiksen  | Danemark       | 26 min 23 s  | 2 min 06 s   | 2 h 29 min 07 s | 55 s         | 1 h 23 min 41 s |
| 6                  | 4 h 24 min 04 s | Annabel Luxford    | Australie      | 26 min 35 s  | 2 min 10 s   | 2 h 28 min 53 s | 48 s         | 1 h 25 min 38 s |
| 7                  | 4 h 25 min 39 s | Heather Wurtele    | Canada         | 27 min 52 s  | 2 min 09 s   | 2 h 27 min 34 s | 1 min 04 s   | 1 h 27 min 00 s |
| 8                  | 4 h 26 min 30 s | Jeanni Seymour     | Afrique du Sud | 27 min 40 s  | 1 min 56 s   | 2 h 28 min 20 s | 52 s         | 1 h 27 min 42 s |
| 9                  | 4 h 27 min 00 s | Haley Chura        | États-Unis     | 25 min 35 s  | 2 min 05 s   | 2 h 31 min 55 s | 1 min 05 s   | 1 h 26 min 20 s |
| 10                 | 4 h 27 min 36 s | Melissa Hauschildt | Australie      | 30 min 22 s  | 2 min 06 s   | 2 h 28 min 22 s | 1 min 15 s   | 1 h 25 min 31 s |
| Source:            |                 |                    |                |              |              |                 |              |                 |